# 布莱恩·格兰特
布莱恩·韦德·格兰特（英語：Brian Wade Grant，1972年3月5日—），美国NBA联盟职业篮球运动员。他在1994年的NBA选秀中第1轮第8顺位被萨克拉门托国王选中。